# Tierra Caliente, San Pedro y San Pablo Ayutla
Tierra Caliente är en ort i Mexiko.   Den ligger i kommunen San Pedro y San Pablo Ayutla och delstaten Oaxaca, i den sydöstra delen av landet, 400 km sydost om huvudstaden Mexico City. Tierra Caliente ligger 1 367 meter över havet och antalet invånare är 228.
Terrängen runt Tierra Caliente är varierad. Runt Tierra Caliente är det ganska tätbefolkat, med 96 invånare per kvadratkilometer. Närmaste större samhälle är Tamazulápam del Espíritu Santo, 13,7 km sydost om Tierra Caliente. I omgivningarna runt Tierra Caliente växer huvudsakligen savannskog.